# David Pasqualucci
David Pasqualucci, född 27 juni 1996, är en italiensk bågskytt. Han deltog vid olympiska sommarspelen 2016.